# توپاز
| توپاز         | توپاز                                                            |
| ------------- | ---------------------------------------------------------------- |
|               |                                                                  |
| کلیات         |                                                                  |
| رده           | کانی                                                             |
| فرمول         | Al2(SiO4)(F.OH)2                                                 |
| ویژگی‌ها       |                                                                  |
| رنگ           | بی‌رنگ، زردمایل به قهوه‌ای، آبی روشن، صورتی مایل به قرمز، سبز روشن |
| رخ            | کامل، شکستگی صدفی                                                |
| ساختار        | سامانه بلوری راست‌لوزی (ارتورومبیک)                               |
| چگالی         | 3/6–3/4                                                          |
| دیگر ویژگی ها | خاصیت فلورسانس                                                   |

توپاز یک کانی سیلیکاتی که نوع تراش‌خورده‌اش جواهر است.

## واژه شناسی
کلمه توپاز از واژهٔ یونانیΤοπάζιος (توپازیوس) یا Τοπάζιον (توپازیون)-که نام جزیرهٔ سنت جان در دریای سرخ بوده‌است - گرفته شده‌است و واژه یونانی توپازوس به معنای سنگ قیمتی سبز رنگ می باشد.
معادن این سنگ در این جزیره وجود داشته‌است.
واژهٔ توپاز با کلمه سانسکریت तपस् (تاپاس) به معنی «آتش» یا «گرما» ارتباط دارد.

## ویژگی‌های کانی شناختی
ساختار بلوری آن راست‌لوزی (ارتورومبیک) و فرمول شیمیایی آن Al2(SiO4)(F.OH)۲ است.
زبرجد هندی سنگی است شفاف تا نیمه شفاف و دارای سختی ۸ و چگالی ۴/۳–۶/۳ می‌باشد.
رنگ‌ها: بی‌رنگ، زردمایل به قهوه‌ای، آبی روشن، صورتی مایل به قرمز، سبز روشن
جلا: شیشه ای
این کانی رخ کامل، شکستگی صدفی و خاصیت فلورسانس ضعیف دارد.

## اعتقادات باستانی
این سنگ به عنوان یکی از سنگ‌های متولدین آبان ماه ذکر شده‌است.
این سنگ سمبل وقار و ابهت، و نشانه شادی و موفقیت است. مصری‌ها سنگ توپاز را سمبل خورشید می‌دانند. یونانی‌ها نیز معتقدند این سنگ به انسان نیرویی خاص می‌دهد و طلسم و جادو را باطل می‌کند. حتی در گذشته بر این باور بودند که اگر کسی این سنگ را همراه داشته باشد از نظرها دور می‌ماند. رومی‌ها اعتقاد داشتند که توپاز هوش و وفاداری را افزایش می‌دهد. به علاوه، آنان پودر این سنگ را در شربت حل می‌کردند و برای درمان خونریزی و آسم از آن استفاده می‌کرده‌اند. از پودر آن برای درمان و التیام سوختگی و زخم‌های شدید نیز بهره می‌برده‌اند. حتی در مواردی به عنوان پادزهر استفاده می‌شده‌است. توپاز در برزیل نشانه و سمبل دندان پزشکان است.

## محل پیدایش و معادن
مکانهای مهم پیدایش توپاز در اتحاد جماهیر شوروی سابق در ناحیه نرشیسنگ سیبری و مورسینسک واقع در رشته کوه‌های اورال قرار دارد و در ایالات اومی و مینو ژاپن و نیز در سان لوئیس پوتوسی مکزیک یافت می‌شود. از سالها پیش برزیل منبع اصلی توپاز زرد رنگ بوده‌است. در سال ۱۹۴۰ چند بلور بزرگ کاملاً شکل‌دار توپاز بیرنگ از این محل به دست آمد که وزن بزرگترین آنها ۵۹۶ پوند بود.

## نگارخانه

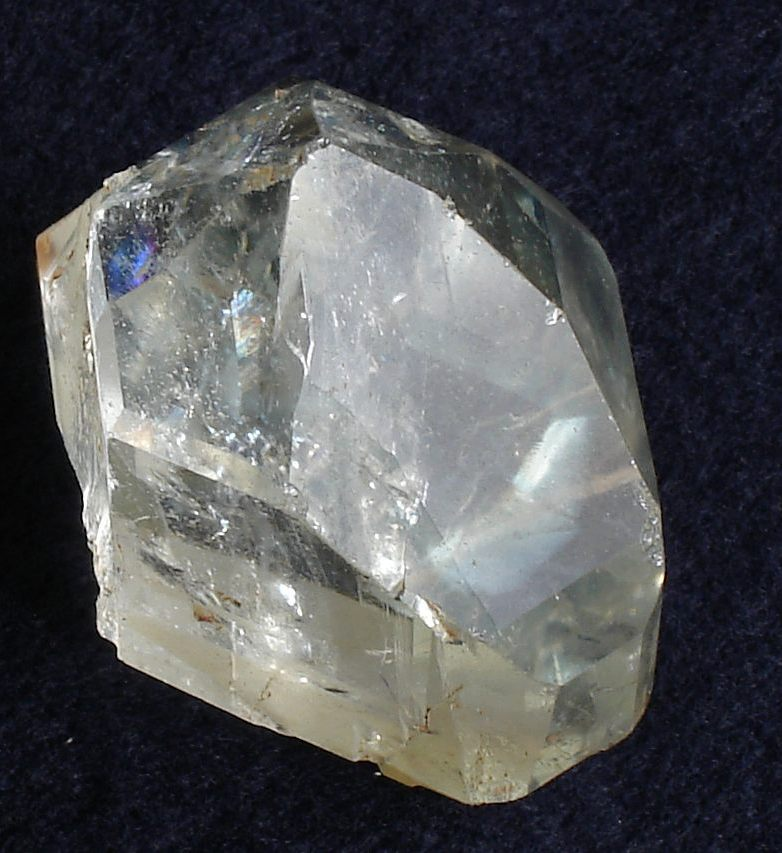
توپاز بی رنگ، برزیل
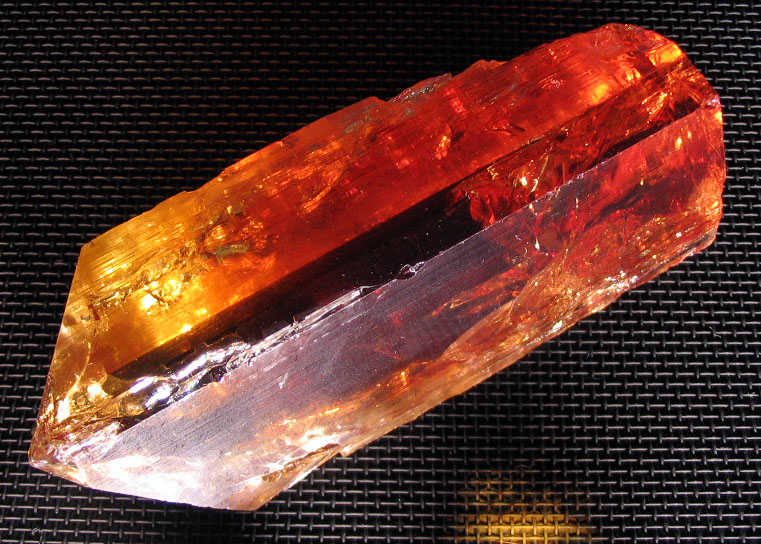
توپاز قرمز
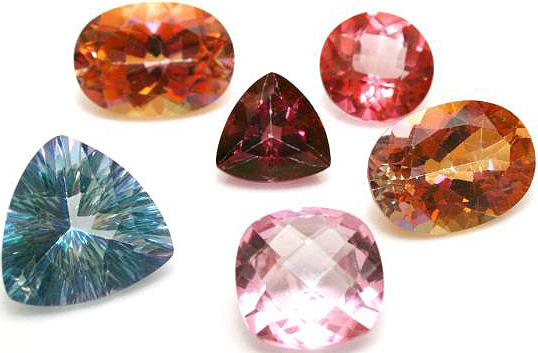
توپاز در انواع رنگ ها